# Med hjärtats tillit
Med hjärtats tillit är en psalm vars text är skriven av Dietrich Bonhoeffer och är översatt till svenska av Jonas Jonson. I Den svenska psalmboken 1986 finns en annan, friare översättning av samma psalm som nummer 509 med inledning "Av goda makter underbar bevarad". Tolkningen är av P.O. Nisser, 1973.  I Psalmer i 2000-talet finns det två olika melodier till den här psalmen. Melodin till 817 a är skriven av Siegfried Fietz och till 817 b är melodin skriven av Erik Sommer.
Musikarrangemanget till 817 a i Psalmer i 2000-talets koralbok är gjort av Lars Åberg.

## Publicerad som
- Nr 817 a i Psalmer i 2000-talet under rubriken "Verklighetsuppfattning, tillvaron som Guds skapelse".
- Nr 817 b i Psalmer i 2000-talet under rubriken "Verklighetsuppfattning, tillvaron som Guds skapelse".